# Anne Joseph Arnoux Valdruche
Anne Joseph Arnoux (ou Arnould) Valdruche (parfois écrit Waldruche), né le 7 mars 1745 à Joinville et mort le 11 avril 1829 à Liège, est un médecin et homme politique français, dont l'activité s'exerça pendant la période de la Révolution.

## Biographie
Médecin de la Haute-Marne, il fut député et administrateur du directoire de ce département à l’Assemblée constituante. 
Élu à la Convention en 1792, il vota comme régicide.
Il fit partie du comité de l'Agriculture et fut nommé par le Comité de salut public pour surveiller les établissements de poudrerie et de salpètre de Grenelle.
Il se retira ensuite dans son domaine Montrémy, ancienne propriété de la famille de Brossard, sur la commune de Nomécourt (52).

## La Maison Valdruche
La demeure qu'il a habité à Joinville existe toujours et a conservé en grande partie ses dispositions du XVIIIe siècle : cour d'honneur, pièces en enfilade, lambris, cheminées, dessus de portes peints...

### Sources
- « Anne Joseph Arnoux Valdruche », dans Adolphe Robert et Gaston Cougny, Dictionnaire des parlementaires français, Edgar Bourloton, 1889-1891 [détail de l’édition]
- Site  http://www.poissons52.fr/actualites/cyclisme/etape_hm/tdf_2005/communes/nomecourt/nomecourt2.html
- La nouvelle vie de la maison Valdruche, Journal de la Haute-Marne, No 8172, Page 5 ,10 décembre 2016.
- ONG : Des Champs-Élysées à la cité des Ducs, Voix de la Haute-Marne, No 8792, 10 février 2017